# Acropogon veillonii
Acropogon veillonii är en malvaväxtart som beskrevs av P. Morat. Acropogon veillonii ingår i släktet Acropogon och familjen malvaväxter. Inga underarter finns listade i Catalogue of Life.